# 연평초등학교
연평초등학교는 대한민국 인천광역시 옹진군에 있는 공립 공립 초등학교이다.

## 학교 연혁
- 1935년 5월 1일 연평공립보통학교 개교
- 1938년 4월 1일 연평공립심상소학교로 개칭
- 1941년 4월 1일 연평공립국민학교로 개칭
- 1950년 5월 31일 연평국민학교로 개칭
- 1996년 3월 1일 연평초등학교로 개칭
- 1999년 3월 1일 초, 중, 고등학교 통합
- 2013년 2월 7일 제76회 졸업식(13명 졸업 / 누계: 2,880명)